# Je t'aime à l'italienne
Pour plus de détails, voir Fiche technique et Distribution.
Je t'aime à l'italienne (Walking on Sunshine) est un film britannique réalisé par Max Giwa et Dania Pasquin, sorti en 2014.

## Synopsis
Tout juste diplômée, Taylor retrouve sa sœur Maddie et leur meilleure amie Lil pour passer quelques jours de vacances dans les Pouilles. Son enthousiasme retombe quelque peu lorsqu'elle apprend que Maddie veut se marier sur un coup de tête avec un Italien qu'elle vient de rencontrer. Taylor découvre qu'il s'agit de Raf, un jeune Italien avec qui elle avait eu une aventure trois ans auparavant.

## Fiche technique
- Titre : Je t'aime à l'italienne
- Titre original : Walking on Sunshine
- Réalisation : Max Giwa et Dania Pasquini
- Scénario : Joshua St Johnston
- Photographie : Philipp Blaubach
- Musique : Anne Dudley
- Montage : Robin Sales
- Pays d'origine :  Royaume-Uni
- Durée : 97 minutes
- Dates de diffusion :  France : 1er juillet 2015 (M6)

## Distribution
- Hannah Arterton (VF : Adeline Chetail) : Taylor
- Giulio Berruti (VF : Anatole de Bodinat) : Raf
- Annabel Scholey (VF : Marie-Eugénie Maréchal) : Maddie
- Leona Lewis (VF : Julia Boutteville) : Elena
- Katy Brand (VF : Céline Ronté) : Lil
- Danny Kirrane (VF : Jérôme Wiggins) : Mikey
- Giulio Corso (VF : Jean Rieffel) : Enrico
- Greg Wise (VF : Pierre Tessier) : Doug
- Tiziana Schiavarelli : Tiziana

 Adaptation des dialogues : Anthony Panetto / Direction artistique : Blanche Ravalec 